# Gelson Martins
Pour les articles homonymes, voir Martins.
Gelson Dany Batalha Martins, né le 11 mai 1995 à Praia, est un footballeur international portugais évoluant au poste d'ailier à l'Olympiakós.

## Biographie

### Jeunesse et formation
Né à Praia au Cap-Vert, Gelson part au Portugal durant sa jeunesse où il joue pour le club du Futebol Benfica avant de rejoindre le centre de formation du Sporting CP.

### Sporting Clube Portugal (2015-2018)
Martins commence avec l'équipe B du Sporting où il fera une très bonne saison. Il joue son premier match professionnel le 21 janvier 2015 contre le Belenenses en Coupe de la Ligue.
Avec le Sporting CP, il participe lors de la saison 2015-2016 au tour de barrage de la Ligue des champions, puis à la Ligue Europa.
Gelson marquera le 5000e but du Sporting contre le CD Tondela le 15 janvier 2016.
En juin 2018, il rompt son contrat unilatéralement qui le lie au Sporting CP, à la suite d'un incident où des ultras ont envahi le centre d'entraînement du club et agressé plusieurs joueurs et membres du personnel.
En mai 2019, le club lisboète précise pour sa part dans un communiqué que son homologue madrilène s'est engagé à « verser 22,5 millions d'euros » pour régler leur différend à l'amiable.

### Atlético Madrid (2018-2019)
Le 25 juillet 2018, il s'engage librement en faveur de l'Atlético Madrid pour une durée de 5 ans, soit jusqu'en juin 2023.

### AS Monaco (2019-2024)
En manque de temps de jeu à l'Atlético Madrid, Martins est prêté pour six mois à l'AS Monaco en janvier 2019. Il arrive dans un contexte difficile pour le club qui se bat pour échapper à la zone de relégation sous la houlette de Thierry Henry.
Le 29 janvier 2019, Martins joue son premier match contre Guingamp en Coupe de la Ligue et délivre deux passes décisives malgré une défaite aux tirs au but. Pour ses débuts en Ligue 1, il distribue une passe décisive à Aleksandr Golovine face au Toulouse FC, contribuant à une victoire 2-1 qui échappait aux monégasques depuis décembre 2018. Le 10 février, Martins marque son premier but en Ligue 1 en ouvrant le score contre Montpellier (2-2). La journée suivante, il donne la victoire à Monaco contre le FC Nantes en marquant l'unique but de la rencontre. Martins continue sur sa lancée face à l'Olympique lyonnais, pourtant favori, et marque un nouveau but pour une victoire 2-0 à domicile. Il termine sa saison en ouvrant le score contre Saint-Étienne, ce but n'empêchera pas la défaite monégasque.
Le 1er juillet 2019, l'ASM annonce son transfert définitif avec la signature d'un contrat de cinq ans.
Lors de la saison 2020-2021, il ouvre son compteur but le 1er novembre contre les Girondins de Bordeaux sur un service parfait de Ruben Aguilar au deuxième poteau. Finalement, Monaco l'emportera 4-0. Lors de la 33e journée de Ligue 1, il marque son troisième but de la saison sur un service d'Aurélien Tchouaméni et participe à la victoire 3-0 sur le terrain des Girondins de Bordeaux.
En ouverture de la saison 2021-2022, il marque le premier but en Ligue 1 sur un service de Caio Henrique contre le FC Nantes. Il remet ça avec un deuxième but en 5 jours contre le Sparta Prague en ouvrant le score contre les Tchèques. Lors du 6e journée, il offre une passe décisive à Aleksandr Golovin contre l'OGC Nice. Son équipe fera match nul 2-2. Lors de la 11e journée de Ligue 1, il se jette sur le ballon repoussé par Jonas Omlin, le gardien montpelliérain et marque le troisième but monégasque. Il offre une passe décisive et marque un nouveau but lors de la 17e journée de Ligue 1 contre le FC Metz. Sur le terrain de l'AS Saint-Etienne, il offre une nouvelle passe décisive pour Kevin Volland.

### Olympiakós (2024-)
Le 2 janvier 2024,
Martins signe à l'Olympiakós jusqu'en juin 2026, le transfert est estimé à 3 millions d'euros.

### En équipe nationale (depuis 2016)
Avec la sélection des moins de 20 ans, il participe à la Coupe du monde des moins de 20 ans 2015 organisée en Nouvelle-Zélande. Lors du mondial, il joue quatre matchs et inscrit deux buts. Le Portugal est éliminé en quarts de finale par le Brésil.
Convoqué par Fernando Santos fin septembre, il connaît sa première sélection le 7 octobre 2016 contre l'Andorre. L'année suivante, il dispute la Coupe des Confédérations 2017 dans laquelle le Portugal obtiendra la troisième place. 
Gelson Martins est convoqué pour participer à la Coupe du monde 2018 en Russie. 

## Statistiques

### Statistiques détaillées
| Saison                | Club                  | Championnat           | Championnat | Championnat | Championnat | Coupe nationale | Coupe nationale | Coupe nationale | Coupe de la Ligue | Coupe de la Ligue | Coupe de la Ligue | Supercoupe | Supercoupe | Supercoupe | Compétition(s) continentale(s) | Compétition(s) continentale(s) | Compétition(s) continentale(s) | Compétition(s) continentale(s) | Portugal | Portugal | Portugal | Total | Total | Total |
| Saison                | Club                  | Division              | M.          | B.          | P.d.        | M.              | B.              | P.d.            | M.                | B.                | P.d.              | M.         | B.         | P.d.       | Comp.                          | M.                             | B.                             | P.d.                           | M.       | B.       | P.d.     | M.    | B.    | P.d.  |
| 2014-2015             | Sporting CP           | Liga NOS              | 0           | 0           | 0           | -               | -               | -               | 2                 | 0                 | 0                 | -          | -          | -          | -                              | -                              | -                              | -                              | -        | -        | -        | 2     | 0     | 0     |
| 2015-2016             | Sporting CP           | Liga NOS              | 29          | 4           | 0           | 3               | 1               | 0               | 2                 | 1                 | 1                 | 1          | 0          | 0          | C1+C3                          | 1+6                            | 0+1                            | 0+2                            | -        | -        | -        | 42    | 7     | 3     |
| 2016-2017             | Sporting CP           | Liga NOS              | 32          | 6           | 9           | 4               | 0               | 0               | 2                 | 1                 | 0                 | -          | -          | -          | C1                             | 6                              | 0                              | 0                              | 11       | 0        | 3        | 55    | 7     | 12    |
| 2017-2018             | Sporting CP           | Liga NOS              | 31          | 8           | 8           | 5               | 1               | 1               | 3                 | 1                 | 0                 | -          | -          | -          | C1+C3                          | 8+5                            | 2+1                            | 2+0                            | 8        | 0        | 1        | 60    | 13    | 12    |
| Sous-total            | Sous-total            | Sous-total            | 92          | 18          | 17          | 12              | 2               | 1               | 9                 | 3                 | 1                 | 1          | 0          | 0          | -                              | 26                             | 4                              | 4                              | 19       | 0        | 4        | 159   | 27    | 27    |
| 2018-2019             | Atlético Madrid       | Liga                  | 8           | 0           | 0           | 2               | 1               | 0               | -                 | -                 | -                 | -          | -          | -          | C1                             | 2                              | 0                              | 0                              | 2        | 0        | 0        | 14    | 1     | 0     |
| Sous-total            | Sous-total            | Sous-total            | 8           | 0           | 0           | 2               | 1               | 0               | -                 | -                 | -                 | -          | -          | -          | -                              | 2                              | 0                              | 0                              | 2        | 0        | 0        | 14    | 1     | 0     |
| 2018-2019             | AS Monaco (prêt)      | Ligue 1               | 16          | 4           | 2           | -               | -               | -               | 1                 | 0                 | 2                 | -          | -          | -          | -                              | -                              | -                              | -                              | 0        | 0        | 0        | 17    | 4     | 4     |
| 2019-2020             | AS Monaco FC          | Ligue 1               | 21          | 4           | 1           | 2               | 0               | 0               | -                 | -                 | -                 | -          | -          | -          | -                              | -                              | -                              | -                              | -        | -        | -        | 23    | 4     | 1     |
| 2020-2021             | AS Monaco FC          | Ligue 1               | 23          | 3           | 2           | 4               | 0               | 0               | -                 | -                 | -                 | -          | -          | -          | -                              | -                              | -                              | -                              | -        | -        | -        | 27    | 3     | 2     |
| 2021-2022             | AS Monaco FC          | Ligue 1               | 32          | 4           | 3           | 5               | 0               | 1               | 0                 | 0                 | 0                 | 0          | 0          | 0          | C1+C3                          | 4+6                            | 1+0                            | 0                              | -        | -        | -        | 47    | 5     | 4     |
| 2022-2023             | AS Monaco FC          | Ligue 1               | 11          | 0           | 0           | 1               | 0               | 0               | -                 | -                 | -                 | -          | -          | -          | C1+C3                          | 2+1                            | 0+0                            | 1+0                            | -        | -        | -        | 15    | 0     | 1     |
| Sous-total            | Sous-total            | Sous-total            | 103         | 15          | 8           | 12              | 0               | 1               | 1                 | 0                 | 2                 | 0          | 0          | 0          | -                              | 13                             | 1                              | 1                              | 0        | 0        | 0        | 129   | 16    | 12    |
| 2023-2024             | Olympiakos            | Hèllas Super League   | 14          | 2           | 3           | 1               | 0               | 0               | -                 | -                 | -                 | -          | -          | -          | C1+C3+C4                       | -                              | -                              | -                              | -        | -        | -        | 15    | 2     | 3     |
| 2024-2025             | Olympiakos            | Hèllas Super League   | 5           | 1           | 2           | 1               | 0               | 0               | -                 | -                 | -                 | -          | -          | -          | C3                             | 1                              | 0                              | 1                              | -        | -        | -        | 7     | 1     | 3     |
| Sous-total            | Sous-total            | Sous-total            | 19          | 3           | 5           | 1               | 0               | 0               | 0                 | 0                 | 0                 | 0          | 0          | 0          | -                              | 1                              | 0                              | 1                              | 0        | 0        | 0        | 21    | 3     | 6     |
| Total sur la carrière | Total sur la carrière | Total sur la carrière | 222         | 36          | 30          | 27              | 3               | 2               | 10                | 3                 | 3                 | 1          | 0          | 0          | -                              | 42                             | 5                              | 6                              | 21       | 0        | 4        | 323   | 47    | 45    |

### Liste des matches internationaux
| Matches internationaux de Gelson Martins | Matches internationaux de Gelson Martins | Matches internationaux de Gelson Martins         | Matches internationaux de Gelson Martins | Matches internationaux de Gelson Martins | Matches internationaux de Gelson Martins | Matches internationaux de Gelson Martins                            |
|                                          | Date                                     | Lieu                                             | Adversaire                               | Résultat                                 | Compétition                              | Notes                                                               |
| ---------------------------------------- | ---------------------------------------- | ------------------------------------------------ | ---------------------------------------- | ---------------------------------------- | ---------------------------------------- | ------------------------------------------------------------------- |
| 1.                                       | 7 octobre 2016                           | Stade municipal d'Aveiro, Aveiro, Portugal       | Andorre                                  | 6 - 0                                    | Éliminatoires Coupe du monde 2018        | Entre en jeu à la place de Pepe à la 72e minute de jeu.             |
| 2.                                       | 10 octobre 2016                          | Tórsvøllur, Tórshavn, Îles Féroé                 | Îles Féroé                               | 0 - 6                                    | Éliminatoires Coupe du monde 2018        | Entre en jeu à la place de Ricardo Quaresma à la 68e minute de jeu. |
| 3.                                       | 13 novembre 2016                         | Stade de l'Algarve, Faro, Portugal               | Lettonie                                 | 4 - 1                                    | Éliminatoires Coupe du monde 2018        | Entre en jeu à la place de João Mário à la 72e minute de jeu.       |
| 4.                                       | 28 mars 2017                             | Estádio dos Barreiros, Funchal, Portugal         | Suède                                    | 2 - 3                                    | Match amical                             | Titulaire et remplacé par André Gomes à la 79e minute de jeu.       |
| 5.                                       | 3 juin 2017                              | Stade António Coimbra da Mota, Estoril, Portugal | Chypre                                   | 4 - 0                                    | Match amical                             | Entre en jeu à la place de Bernardo Silva à la 46e minute de jeu.   |
| 6.                                       | 9 juin 2017                              | Skonto Stadion, Riga, Lettonie                   | Lettonie                                 | 0 - 3                                    | Éliminatoires Coupe du monde 2018        | Titulaire et remplacé par Ricardo Quaresma à la 57e minute de jeu.  |
| 7.                                       | 18 juin 2017                             | Kazan Arena, Kazan, Russie                       | Mexique                                  | 2 - 2                                    | Coupe des confédérations 2017            | Entre en jeu à la place de Nani à la 58e minute de jeu.             |
| 8.                                       | 21 juin 2017                             | Otkrytie Arena, Moscou, Russie                   | Russie                                   | 0 - 1                                    | Coupe des confédérations 2017            | Entre en jeu à la place de André Silva à la 78e minute de jeu.      |
| 9.                                       | 24 juin 2017                             | Stade Krestovski, Saint-Pétersbourg, Russie      | Nouvelle-Zélande                         | 0 - 4                                    | Coupe des confédérations 2017            | Entre en jeu à la place de Ricardo Quaresma à la 84e minute de jeu. |
| 10.                                      | 28 juin 2017                             | Kazan Arena, Kazan, Russie                       | Chili                                    | 0 - 0 (0 tab à 3)                        | Coupe des confédérations 2017            | Entre en jeu à la place de André Gomes à la 116e minute de jeu.     |
| 11.                                      | 2 juillet 2017                           | Otkrytie Arena, Moscou, Russie                   | Mexique                                  | 2 - 1 a.p.                               | Coupe des confédérations 2017            | Titulaire.                                                          |
| 12.                                      | 3 septembre 2017                         | Groupama Aréna, Budapest, Hongrie                | Hongrie                                  | 0 - 1                                    | Éliminatoires Coupe du monde 2018        | Titulaire et remplacé par Bernardo Silva à la 63e minute de jeu.    |
| 13.                                      | 7 octobre 2017                           | Estadi Nacional, Andorre-la-Vieille, Andorre     | Andorre                                  | 0 - 2                                    | Éliminatoires Coupe du monde 2018        | Titulaire et remplacé par Cristiano Ronaldo à la 46e minute de jeu. |
| 14.                                      | 10 novembre 2017                         | Estádio do Fontelo, Viseu, Portugal              | Arabie saoudite                          | 3 - 0                                    | Match amical                             | Entre en jeu à la place de Bernardo Silva à la 56e minute de jeu.   |
| 15.                                      | 14 novembre 2017                         | Stade Dr. Magalhães Pessoa, Leiria, Portugal     | États-Unis                               | 1 - 1                                    | Match amical                             | Titulaire et remplacé par Gonçalo Paciência à la 46e minute de jeu. |
| 16.                                      | 23 mars 2018                             | Stade du Letzigrund, Zurich, Suisse              | Égypte                                   | 2 - 1                                    | Match amical                             | Entre en jeu à la place de Bernardo Silva à la 68e minute de jeu.   |
| 17.                                      | 26 mars 2018                             | Stade de Genève, Genève, Suisse                  | Pays-Bas                                 | 0 - 3                                    | Match amical                             | Entre en jeu à la place de Ricardo Quaresma à la 55e minute de jeu. |
| 18.                                      | 2 juin 2018                              | Stade Roi Baudouin, Bruxelles, Belgique          | Belgique                                 | 0 - 0                                    | Match amical                             | Titulaire et remplacé par Ricardo Quaresma à la 63e minute de jeu.  |
| 19.                                      | 20 juin 2018                             | Stade Loujniki, Moscou, Russie                   | Maroc                                    | 1 - 0                                    | Coupe du monde 2018                      | Entre en jeu à la place de Bernardo Silva à la 59e minute de jeu.   |
| 20.                                      | 6 septembre 2018                         | Stade de l'Algarve, Faro, Portugal               | Croatie                                  | 1 - 1                                    | Match amical                             | Entre en jeu à la place de Bernardo Silva à la 46e minute de jeu.   |
| 21.                                      | 10 septembre 2018                        | Stade de Luz, Lisbonne, Portugal                 | Italie                                   | 1 - 0                                    | Ligue des nations                        | Entre en jeu à la place de Bruma à la 46e minute de jeu.            |

## Palmarès

### En club
|  |  | Sporting CP - Supercoupe du Portugal - Vainqueur : 2015 - Coupe de la Ligue - Vainqueur : 2018 |  | Atlético Madrid - Supercoupe de l'UEFA - Vainqueur : 2018 |  | AS Monaco - Coupe de France - Finaliste : 2021 |

### En sélection
Ligue des nations
- Vainqueur : 2019